# Феникс (съзвездие)
Вижте пояснителната страница за други значения на Феникс.
Фе́никс (лат. Phoenix, Phe) е малко съзвездие на южното небесно полукълбо. На небесната сфера заема площ от 469,3 квадратни градуса, съдържа 68 звезди, които се виждат с невъоръжено око.
От тях само 13 за с величина по-голяма от 5,0. Най-ярката му звезда (α Phe) Анкаа е с блясък 2,39m.
Както всички съзвездия на южната небесна полусфера, Феникс е ново съзвездие, предложено от датския астроном, картограф и калвинистки богослов Петер Планциус през 1598 г. и заедно с още 11 съзвездия е публикувано в сборника „Уранометрия“ на Йохан Байер през 1603 г.